# اشتاچلاینینگ
اشتاچلاینینگ (به آلمانی: Stadtschlaining) یک شهر در اتریش است که در ناحیه اوبروارت واقع شده‌است. اشتاچلاینینگ ۲٬۰۶۴ نفر جمعیت دارد.